# أحمد العامر
أحمد علي عبد الرحمن العامر ، (1948 - 2017) مخرج وممثل ومونولجست كويتي بارز كونه دمج الغناء مع التمثيل والتقليد، وابتكر لوحة فنية متكاملة ساعدته على ذلك خفة جسمه ورشاقته التي سهلت له التنويع في أعماله.

## عن حياته
ولد الفنان أحمد العامر في الكويت في منطقة شرق من عام 1948 ، وكانت له شهرة كبيرة في الستينيات والسبعينيات كنجم كوميدي في فن المونولوج، من خلال التلفزيون وإذاعة الكويت والحفلات العامة. وتميزت حياته بالتنوع في الفنون، إذ بدأ في الستينيات بغناء المونولوج والتمثيل، وانتقل بعد ذلك إلى الإخراج الإذاعي، من ثم الإنتاج السينمائي والتلفزيوني ، وخلال تلك المسيرة الشاقة حقق العامر إنجازات فنية تجاوزت حدود الكويت إلى الخليج والدول العربية. وعُرف بتقليد الشخصيات العامة والرياضية والفنية المشهورة واللهجات العربية عبر تقديم مشاهد كوميدية اجتماعية، لكن عقب مشوار ناجح بدأ الجمهور يبحث عن أشياء جديدة، وبدأ فن المونولوج يفقد بريقه. وكان الراحل بدأ حياته الفنية كمونولوجست ثم ممثل ومخرج في الإذاعة. وفي عام 1965 شارك في حفلة للمرة الأولى مع الفنانين إسماعيل ياسين ومحمود شكوكو والمطربة نجاة الصغيرة على خشبة مسرح نادي القادسية الرياضي ، فحقق نجاحا أهَّله للانطلاق في الكوميديا والمونولوج ، ومنذ بدايته رسم لنفسه لونا خاصا به، وقدم مونولوجات اجتماعية هادفة وساخرة، من أبرزها: "الليلة فن" و"ذي قسمتي"، وأعمال أخرى.

## فرقة المسرح الكويتي
إنضم إلى فرقة المسرح الكويتي في (1 يونيو 1964)، وشارك بالتمثيل في "بغيتها طرب صارت نشب"، المسرحية الثانية للفرقة، من تأليف الراحل محمد النشمي، وإخراج ثامر السيار، وعرضت على مسرح كيفان في 3 مارس 1965. وشارك في مسرحية "ناس وناس"، كما عمل مع فرقة مسرح الخليج العربي في مسرحية "الله يا الدنيا" عام 1967، كما شارك في مسرحية "وخر لا يعاديك"، كذلك شارك في مسرحية "يلعب على الحبلين" مع "فرقة المسرح الحر".

## الإخراج الإذاعي
دخل الفنان أحمد العامر في أوائل السبعينيات الإذاعة الكويتية، فعمل في البداية مساعد مخرج، وتدرَّب على طرق الإخراج والتعامل مع الأجهزة الفنية المختلفة على يد الفنان عبدالعزيز الفهد، من ثم سافر إلى لندن على حسابه الخاص، فدرس الإنكليزية، واطلع على كل ما يتعلق بالمجالات الإذاعية، ونال شهادة في الإخراج من إذاعة "بي بي سي"، بعدما قضى في العاصمة الإنكليزية عامين ،ويعتبر أحد أوائل المخرجين للبرامج التي تبث على الهواء مباشرة في إذاعة الكويت ، كذلك أخرج مسلسلات مثل : "كان يا ما كان" للأطفال ، و"جزيرة الأحلام" و"المطفوق"، إضافة إلى سداسية إذاعية لبرامج الأسرة بعنوان "زوجة في إجازة" ، كما أخرج برنامجي "قعدة شعبية" و"لا يفوتك"، وهما آخر أعماله الإذاعية كمخرج، وفي عام 1985 سجل أوبريت "الزواج والعزوبية" ، كما خاض مجال الإنتاج السينمائي في فيلم الصمت عام (1979).

## الأعمال
- لعبة الكبار
- "الليلة فن".
- "ذي قسمتي".
- "بغيتها طرب صارت نشب".
- "ناس وناس".
- "الله يا الدنيا".
- "وخر لا يعاديك".
- "يلعب على الحبلين".

## حياته الاسرية
تزوج الفنان أحمد العامر في سن السابعة عشر ولديه خمسة أبناء، هم: هشام ، ويوسف ، وعلي ، وغيداء والشهيدة وفاء العامر.

## وفاته
تُوفي أثناء رحلة علاجه في مستشفيات ألمانيا في 27 يونيو 2017.